# Luis Espinoza, Bochil
Luis Espinoza är en ort i Mexiko.   Den ligger i kommunen Bochil och delstaten Chiapas, i den sydöstra delen av landet, 700 km öster om huvudstaden Mexico City. Luis Espinoza ligger 1 442 meter över havet och antalet invånare är 1 107.
Terrängen runt Luis Espinoza är varierad. Runt Luis Espinoza är det ganska tätbefolkat, med 108 invånare per kvadratkilometer. Närmaste större samhälle är Bochil, 14,8 km öster om Luis Espinoza. I omgivningarna runt Luis Espinoza växer huvudsakligen savannskog.